# Jánosné Kudász
Jánosné Kudász (nascida Ilona Ray, mais tarde adotada como Guba) (27 de abril de 1902 – c. 21 de março de 2013) foi uma supercentenária húngara, que aos 110 anos e 328 dias, era a pessoa viva mais velha da Hungria e a pessoa mais velha que morreu na Hungria (até que foi superada por Margit Dezsone Kovacs).

## Biografia
Jánosné nasceu em 27 de abril de 1902 em Budapeste, a filha de Erzsébet Ray, que era uma mulher solteira com antepassados franceses. Ela deixou a criança no hospital. Ilona foi adotada, ela tinha 4 irmãos mais velhos. Quando tinha 12 anos, sua mãe verdadeira casou-se para que Ilona fosse forçada a voltar para ela, embora ela amasse seus pais adotivos e não quisesse deixá-los.
Depois de uma discussão com sua mãe, ela mudou-se para casa de uma de suas colegas femininas. Ela conheceu János Kudász em uma festa de dança e se casou com ele em 1925. Eles tiveram uma filha, Klára, que morreu em 2008. Durante a Segunda Guerra Mundial, a família sobreviveu porque Ilona podia falar russo e foi bem tratada por soldados soviéticos. Ela trabalhou em vários lugares, incluindo uma fábrica de macarrão. Ela ficou viúva em 1975.
Ela mudou-se para a cidade de Törökbálint, Peste em 1996. Ela tinha um neto, 3 bisnetos e 2 trinetos, o primeiro deles nasceu em seu 99.º aniversário. Ela era muito saudável em seus anos centenários, ela podia ler sem óculos e costumava assistir as notícias na televisão. Segundo ela, ela viveu uma longa idade, porque ela principalmente comeu vegetais e macarrão em vez de carne. László Kövér, o então presidente da Hungria a visitou no seu 110.º aniversário.
Ela faleceu em c. 21 de março de 2013 aos 110 anos e 328 dias.